# Пермский мушкетёрский полк
Пе́рмский мушкетёрский полк (т. н. «старый» Пермский полк) — пехотная часть Русской императорской армии, существовавшая с 1700 по 1833 год. Старшинство передано 131-му Тираспольскому пехотному полку.

## Места дислокации
1820- м. Новый Константинов. Полк входил в состав 18-й пехотной дивизии.

## История
- 24.06.1700 — генералом князем Репниным в низовых городах сформирован пехотный Ивана Англера полк в составе двух четырёхротных батальонов.
- 1702 — пехотный Тимофея Трейдена полк.
- 10.03.1708 — Пермский пехотный полк.
- 16.02.1727 — 8-й Московский полк.
- 13.11.1727 — Пермский пехотный полк.
- 29.11.1798 — мушкетёрский генерал-майора Пущина 2-го полк.
- 1800 — мушкетёрский генерал-майора Гартунга полк.
- 11.12.1800 — мушкетёрский генерал-майора Риттера полк.
- 1801 — мушкетёрский генерал-майора Вимпена полк.
- 31.03.1801 — Пермский мушкётерский полк.
- 1811 — переименован в пехотный, как и все мушкетёрские полки России.
- 1833 — присоединён к Московскому пехотному полку

## Участие в боевых действиях
- Северная война:
  - 19.11.1700 — сражение под Нарвой.
  - 27.09.1702—14.10.1702 — осада и штурм Нотебурга.
  - 26.04.1703—01.05.1703 — осада Ниеншанца.
  - 16.05.1703 — заложение и охрана г. Санкт-Петербурга.
  - 30.05.1704—16.08.1704 — осада Нарвы, 9 августа участвовал в штурме бастиона Глория.
  - до 04.07.1710 — осада Риги в составе корпуса генерала Баура.
  - 22.07.1710—14.08.1710 — осада Пернова.
  - до. 29.08.1710 — осада Ревеля.
- Прутский поход:
  - 09.07.1711 — сражение на р. Прут; полк занимал место на левом фасе оборонительного треугольника, между Семёновским и Нижегородским полками.
- осень 1711 — в составе отряда генерала Баура проследовал в Вильно, где вошёл в состав Померанского корпуса кн. Долгорукого и до 1714 находился в составе стратегического резерва.
- 07.1714—30.06.1721 — находился в резерве у Риги.
- 1721—1752 — расквартирован в окрестностях Риги.
- 1752—1757 — в составе Санкт-Петербургского гарнизона
- Семилетняя война:
  - 11.1757 — вошёл в состав 2-й дивизии генерала Салтыкова 2-го (бригада генерала Рязанова) и был расквартирован в окрестностях Мемеля, откуда выступил в зимний поход в Пруссию, где участвовал в занятии Кенигсберга.
  - 11.01.1758 — выделен из состава дивизии, составил гарнизон крепости Кенигсберг.
  - ноябрь 1758 — вошёл в состав 1-й дивизии генерала Фролова-Багреева (2-я бригада генерала кн. Волконского), расквартирован в окрестностях Диршау.
  - 12.07.1759 — сражение под Пальцигом-Цюлихау; находился в центре правого фланга первой линии; в бою был ранен командир полка Густав фон Росс.
  - 14.07.1759 — бригада кн. Волконского заняла г. Крассен.
  - 01.08.1759 — сражение под Кунерсдорфом; в начале боя полк занимал правый фланг первой линии, вместе с Азовским полком прикрывая батарею на горе Юденберг.
  - 12.1759 — в составе дивизии расположился на зимних квартирах у г. Торна.

## Шефы полка
- 1762 — генерал-майор фон Нумерс
- 1773 — полковник Огарёв
- 03.12.1796—03.05.1798 — генерал-майор (с 29.09.1797 генерал-лейтенант) Трейблут, Густав Иванович.
- 03.05.1798—03.01.1800 — генерал-майор Пущин, Иван Данилович.
- 03.01.1800—11.12.1800 — генерал-майор фон Гартунг, Иван Христианович.
- 11.12.1800—01.03.1801 — генерал-лейтенант фон Риттер, Георгий Иванович.
- 01.03.1801—05.03.1806 — генерал-лейтенант барон Вимпфен, Георгий Францевич.
- 05.03.1806—22.07.1808 — полковник (с 12.12.1807 генерал-майор) Гарнаульт, Иван Иванович.
- 22.07.1808—01.09.1814 — полковник (с 18.10.1812 генерал-майор) Мезенцов, Владимир Петрович.

## Командиры полка
- 24.06.1700—1702 — полковник Англер, Иван Иванович.
- 1702—1709 — полковник Трейден, Тимофей Иванович.
- 1759 — полковник фон Росс, Густав.
- 08.07.1798 по 10.03.1800	 – 	пплк. (с 06.11.1798 плк.) Фомин, Андрей Константинович
- 08.04.1802 по 08.09.1805	 – 	плк. Шевляков, Сергей Корнилович
- 01.01.1806 по “26.11.1806”	 – 	пплк. Кузнецов, Андрей Андреевич
- 26.11.1806 по 26.01.1810	 – 	пплк. Медосытов, Павел Семёнович
- 10.05.1810 по 01.06.1815	 – 	м. (с 18.10.1812 пплк., с 11.02.1813 плк.) Баумгартен, Иван Евстафьевич
- 01.06.1815 по 12.12.1821	 – 	плк. Тарбеев, Николай Петрович
- 1822—1829 — полковник Мартынов 2-й Борис
- 1829—1833 — полковник Давыдов, Николай Платонович.

## Форма

### 1796 год
Тёмно-зелёный мундир с красной подкладкой. Обшлага, воротник и лацканы яхонтового цвета. Штаны и камзол белые. Офицерские шляпы с узким золотым галуном, на рукавах офицерских мундиров по две золотые петлицы с кисточками.